# Тимъти Гайтнър
Тимъти Франц Гайтнър (на английски: Timothy Franz Geithner) е американски финансист и политик, министър на финансите на Съединените щати (2009-2013).

## Биография
Роден е на 18 август 1961 г. в Манхатън, Ню Йорк. През 1983 г. получава бакалавърска степен по държавно управление и ориенталистика в Дартмът Колидж в Хановер, като по време на обучението си прекарва известно време в Китай. През 1985 г. получава магистърска степен по международна икономика и ориенталистика в Университета „Джонс Хопкинс“ в Балтимор.
От 1988 г. работи в отдела за международни отношения на Департамента на съкровището (Министерство на финансите), като достига до поста подсекретар по международните отношения (1998-2001). От 2003 до 2009 г. е президент на Федералната резервна банка на Ню Йорк.
На 26 януари 2009 г. е назначен от новоизбрания президент Барак Обама за секретар на съкровището (министър на финансите), като остава на поста до края на 1-вия мандат на президента 25 януари 2013 г.